# Kerimasita
La kerimasita es un mineral de la clase de los silicatos, que pertenece al grupo de los granates. Recibe su nombre del volcán Kerimasi, en Tanzania, su localidad tipo.

## Características químicas
La kerimasita es un silicato de fórmula química Ca3Zr2(SiFe3+
2)O12. Fue aprobada como especie válida por la Asociación Mineralógica Internacional en 2009. Cristaliza en el sistema isométrico. Es el análogo con hierro de la kimzeyita y el análogo con circonio de la toturita.
Según la clasificación de Nickel-Strunz, la morimotoíta pertenece a "9.AD - nesosilicatos sin aniones adicionales; cationes en [6] y/o mayor coordinación" junto con los siguientes minerales: larnita, calcio-olivina, merwinita, bredigita, andradita, almandina, calderita, goldmanita, grosularia, henritermierita, hibschita, hidroandradita, katoíta, kimzeyita, knorringita, majorita, morimotoíta, schorlomita, spessartina, uvarovita, wadalita, holtstamita, toturita, momoiíta, eltyubyuíta, coffinita, hafnón, torita, thorogummita, zircón, stetindita, huttonita, tombarthita-(Y), eulitina y reidita.

## Formación y yacimientos
Fue descubierta en el volcán Kerimasi, situado en la región de Arusha, en Tanzania. También ha sido descrita en el monte Lakargi, en la república de Kabardino-Balkaria (Rusia); en Zlatni, en el condado de Banská Štiavnica, en la región de Banská Bystrica (Eslovaquia); y en dos lugares más del estado de Renania Palatinado, Alemania: la cantera Caspar del volcán Bellerberg, en Mayen, y en Emmelberg, en Daun.